# Kujō Michisaki
Kujō Michisaki est un nom japonais traditionnel ; le nom de famille (ou le nom d'école), Kujō, précède donc le prénom (ou le nom d'artiste).
Kujō Michisaki (九条 道前, 30 juillet 1746-27 juin 1770), fils du régent Naozane, est un kugyō ou noble de cour japonais de l'époque d'Edo (1603-1868). Il épouse une fille de Tokugawa Munekatsu, huitième daimyo du domaine d'Owari qui lui donne un fils, Sukeie.

## Source de la traduction
- (en) Cet article est partiellement ou en totalité issu de l’article de Wikipédia en anglais intitulé « Kujō Michisaki » (voir la liste des auteurs).